# Rubus dentatifolius
Rubus dentatifolius är en rosväxtart som först beskrevs av Briggs, och fick sitt nu gällande namn av William Charles Richard Watson. Rubus dentatifolius ingår i släktet rubusar, och familjen rosväxter. Inga underarter finns listade i Catalogue of Life.